# Hypoestes confertiflora
Hypoestes confertiflora är en akantusväxtart som beskrevs av Merrill. Hypoestes confertiflora ingår i släktet Hypoestes och familjen akantusväxter. Inga underarter finns listade i Catalogue of Life.